# Under Heavy Manners
Under Heavy Manners je reggae album Princa Fara I, izdan leta 1976.
Heavy Manners govori o izrednem stanju na Jamajki.

## Seznam pesmi
| Št.             | Naslov                       | Dolžina |
| --------------- | ---------------------------- | ------- |
| 1.              | „Rain A Fall‟                | 2:43    |
| 2.              | „Big Fight‟                  | 3:32    |
| 3.              | „You I Love and Not Another‟ | 3:49    |
| 4.              | „Young Generation‟           | 3:08    |
| 5.              | „Shine Eye Gal‟              | 2:49    |
| 6.              | „Boz Rock‟                   | 2:53    |
| 7.              | „Show Me Mine Enemy‟         | 3:23    |
| 8.              | „Shadow‟                     | 3:22    |
| 9.              | „Deck of Cards‟              | 3:18    |
| 10.             | „Heavy Manners‟              | 3:05    |
| Skupna dolžina: | Skupna dolžina:              | 32:02   |